# Le cose impossibili di Ava
Le cose impossibili di Ava (Ava's Impossible Things) è un film del 2016 diretto da Marina Rice Bader.

## Distribuzione
Quinto film della Rice Bader (il terzo da regista e produttrice, i primi due come produttrice), ha attirato l'attenzione di Vimeo che l'ha resa la prima pellicola a beneficiare del suo fondo "Share the Screen" dedicato alle registe. Il film è stato presentato nel luglio 2016 all'Outfest ed è stato poi pubblicato internazionalmente in streaming su Prime Video (anche in Italia, sebbene solo sottotitolato) oltre che sulle piattaforme statunitensi Hoopla, Tubi e Pluto TV.